# Franco Cipriani
Franco Cipriani (Bari, 8 novembre 1939 – Bari, 27 aprile 2010) è stato un giurista italiano, per circa quarant'anni docente di diritto processuale civile presso la Facoltà di Giurisprudenza dell'Università degli Studi di Bari Aldo Moro.
Studioso del diritto processuale civile italiano, Cipriani è stato autore di numerose pubblicazioni che analizzano l'evoluzione degli istituti processualcivilistici anche in relazione alle concrete vicende biografiche dei più insigni giuristi che vi contribuirono, tra cui Vittorio Scialoja, Giuseppe Chiovenda, Lodovico Mortara e Piero Calamandrei.
In particolare, Cipriani ha condotto approfondite ricerche sul rapporto tra Calamandrei e il regime fascista, che vide il giurista fiorentino collaborare alla realizzazione del codice di procedura civile del 1940, sotto la direzione del ministro della Giustizia Dino Grandi. I lavori di Cipriani sul tema «saggi e articoli che si sono accumulati nell'arco di circa vent'anni e hanno, sulla base di una ricca documentazione archivistica, attraversato tanti aspetti della questione, sia di ordine storico-biografico che di ordine più strettamente dottrinale» – sono giudicati «un punto di confronto imprescindibile».
La tesi di Cipriani – esposta in una serie di scritti poi raccolti nel volume Piero Calamandrei e la procedura civile (2007) – afferma che il codice di procedura civile del 1940, tuttora in vigore, possiede una natura sostanzialmente autoritaria, risentendo inevitabilmente del contesto storico-politico in cui fu concepito e dunque del suo essere un prodotto del regime fascista (secondo Cipriani è il più intriso di autoritarismo fascista dei quattro codici realizzati all'epoca). Esso infatti attribuisce al giudice penetranti poteri quali ad esempio la possibilità di arresto immediato del testimone mendace e la facoltà di disporre ispezioni corporali, mentre assegna al pubblico ministero il potere di introdurre prove non richieste dalle parti, oltre a stabilire limiti e preclusioni sulle domande proponibili dai privati e sulla loro rinnovabilità in appello.
Secondo Cipriani, Calamandrei, perfettamente conscio del disegno portato avanti dal regime ma privo dei mezzi per intervenire efficacemente, in un primo momento agì per cercare di attenuare l'influenza dell'ideologia autoritaria sul codice, mentre in seguito alla caduta del fascismo esercitò un'efficace azione di difesa del suo codice dalle proposte di abrogazione. A tale scopo, Calamandrei sostenne che il codice era ispirato ai principi di oralità e immediatezza insegnati da Giuseppe Chiovenda, presentando quest'ultimo, non senza qualche forzatura, come uno strenuo avversario del regime fascista. Cipriani contesta decisamente la tesi della natura «chiovendiana» del codice, ritenendo che Calamandrei si servì del nome e del prestigio di Chiovenda per far accettare ai processualisti e agli avvocati un codice tutt'altro che «liberale e democratico» (come lo definì lo stesso Calamandrei deponendo come testimone durante il processo penale a Dino Grandi del 1947). La concezione pubblicistica del processo che ispira il codice fu ritenuta da Cipriani la causa della crisi del processo civile italiano.